# Gmina Sumner (hrabstwo Buchanan)

Położenie Gminy Sumner w hrabstwie Buchanan

Gmina Sumner (ang. Sumner Township) – gmina w USA, w stanie Iowa, w hrabstwie Buchanan. Według danych z 2000 roku gmina miała 3148 mieszkańców.